# Charles Sealsfield

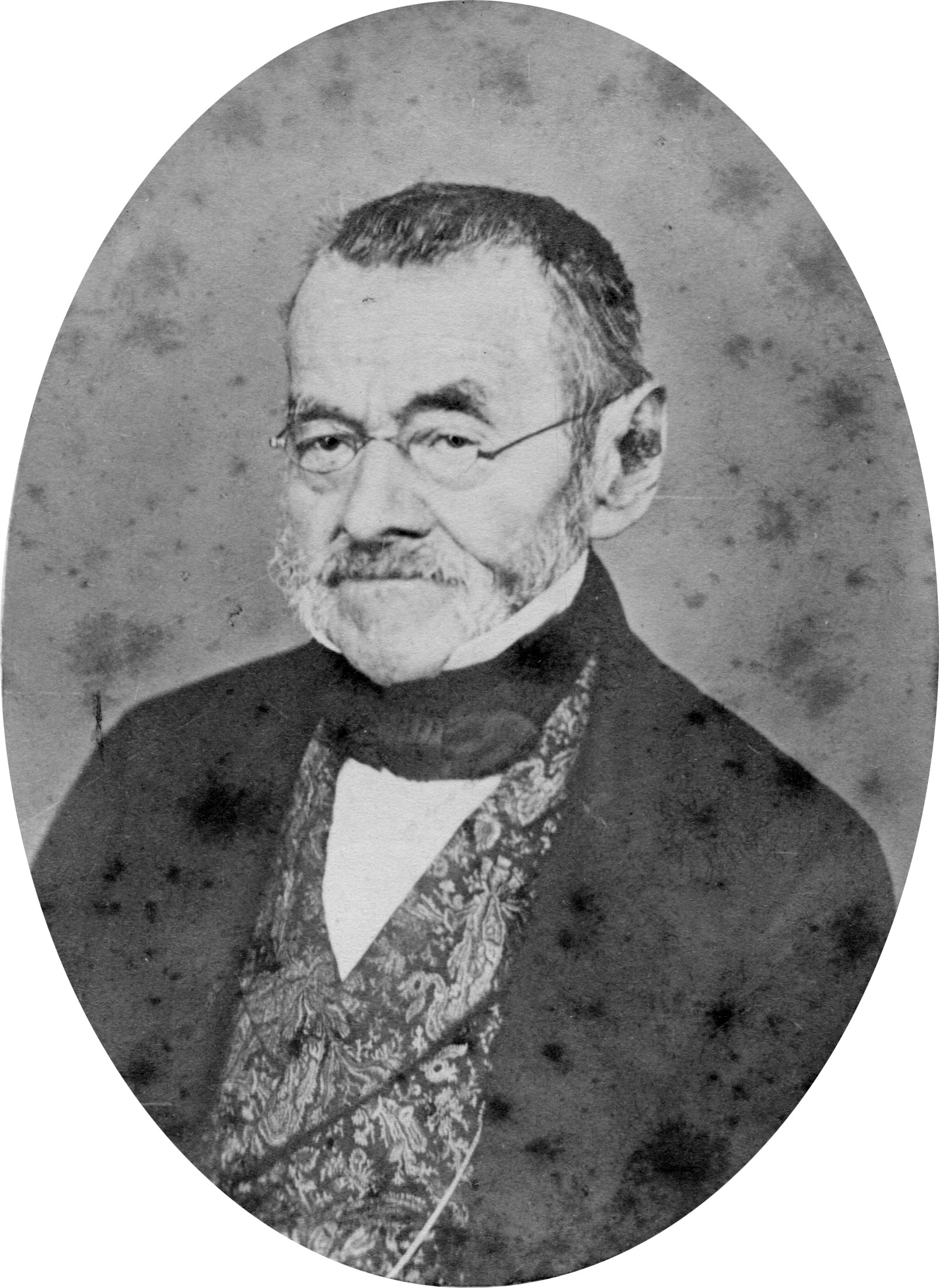
Charles Sealsfield (1793–1864). Fotografie von Christoph Ludwig Rust, Solothurn

Charles Sealsfield, eigentlich Carl Anton Postl (* 3. März 1793 in Poppitz bei Znaim; † 26. Mai 1864 in Solothurn), war ein österreichisch-amerikanischer Schriftsteller.

## Leben und Wirken

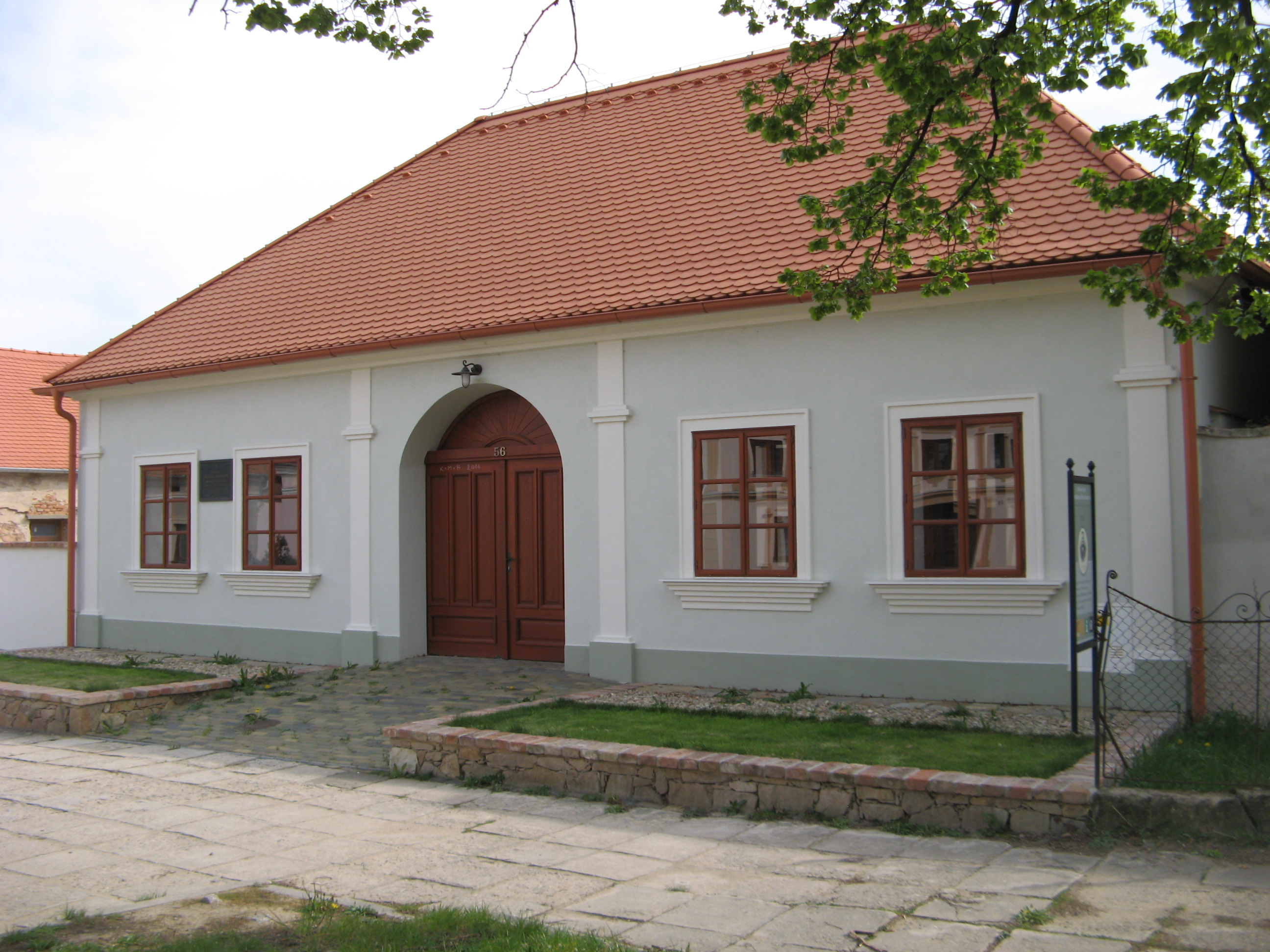
Geburtshaus und Museum von Charles Sealsfield in Poppitz (Popice)

Charles Sealsfield, porträtiert von August Neumann nach der Fotografie von Christoph Ludwig Rust, Solothurn (Holzstich, 1864)

Postl entstammte einer südmährischen Weinbauernfamilie. Der Erstgeborene trat nach dem Besuch des Jesuitengymnasiums in Znaim in den Kreuzherrenorden ein, wo er bis zum Sekretariatsadjunkt aufstieg, studierte in Prag Theologie, u. a. bei Bernard Bolzano, und empfing 1814 die Priesterweihe.
1823 flüchtete Postl aus ungeklärten Gründen – er wurde sogar per Steckbrief gesucht – über Wien und Stuttgart in die USA, wo er sich eine neue Identität aufbaute, zuerst als Charles Sidons, dann als Charles Sealsfield. Er lebte zunächst als protestantischer Geistlicher in Kittanning im US-Bundesstaat Pennsylvania und danach in New Orleans. 1826/27 war er wieder in Europa, v. a. in London, ließ seine ersten Veröffentlichungen erscheinen und bot vergeblich dem österreichischen Kanzler Metternich seine Dienste als Geheimagent an.

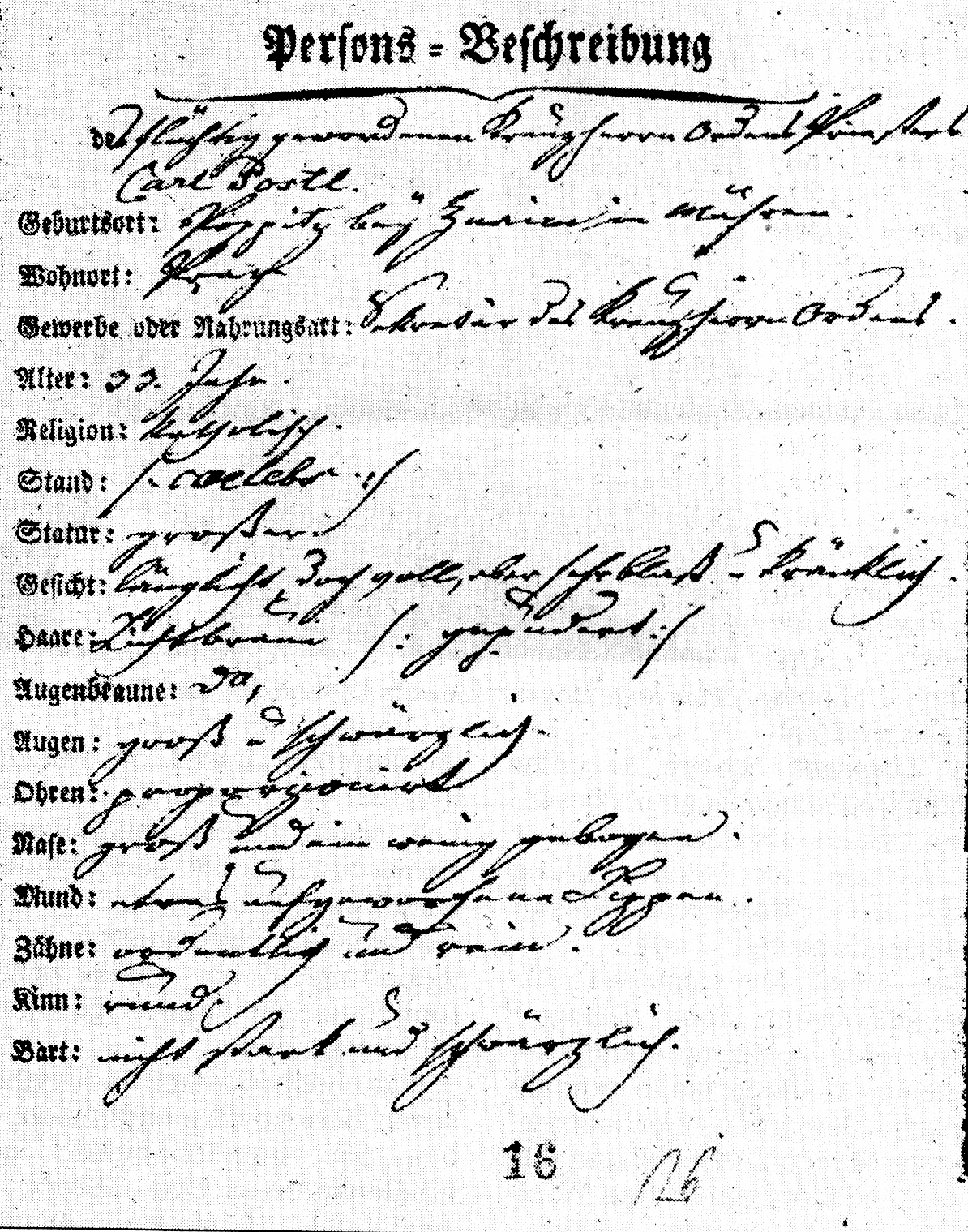
Steckbrief Carl Postl

Während eines weiteren USA-Aufenthalts war er u. a. in New York als Mitarbeiter bei der Zeitung Courrier des Etats-Unis tätig und hatte Kontakt mit Joseph Bonaparte. Ende 1830 kehrte er nach Europa zurück, ließ sich in der Schweiz nieder und erlangte mit mehreren zunächst anonym veröffentlichten Romanen auch internationale Erfolge. Eine kurze USA-Reise 1837 diente der rechtlichen Absicherung seiner US-amerikanischen Identität; ein USA-Aufenthalt von 1853 bis 1858 brachte ihm die US-amerikanische Staatsbürgerschaft.

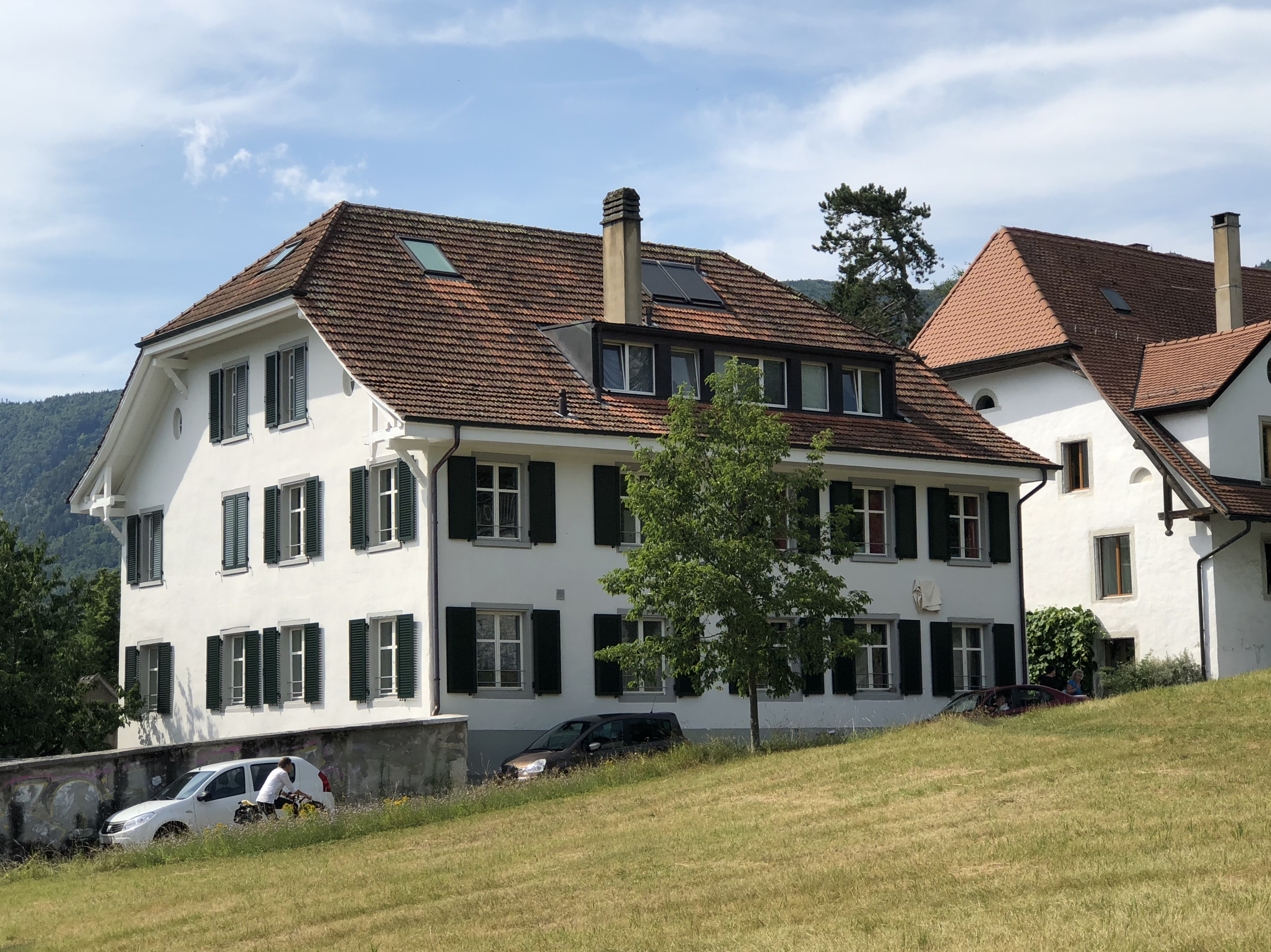
Sealsfields Haus an der Bergstrasse in Solothurn, heute Nr. 49; von den Nachbesitzern stark erweitert.

1858 kaufte er sich auf Anregung eines Schweizer Freundes, des Baselbieter Politikers Stephan Gutzwiller, ein Haus in Solothurn, das er bis zu seinem Tod bewohnte (heute Bergstrasse 49).
In den Solothurner Jahren lernte Sealsfield neben Männern der Solothurner Bildungselite wie Jakob Amiet, Alfred Hartmann und Franz Krutter auch Karl Maria Kertbeny kennen, der sich als Privatsekretär bewarb. Sealsfield schlug das Angebot aus.
1864 erlag er einem Krebsleiden; für sein Grabmal auf dem Friedhof Feldbrunnen-St. Niklaus bestimmte er selbst die Inschrift „Charles Sealsfield, Bürger von Nord Amerika“. Seit 1843 hatte er nichts mehr veröffentlicht und war weitgehend vergessen; die Eröffnung seines Testaments und die Enthüllung seiner früheren Identität erregten aber großes Aufsehen und führten zu intensiven biographischen Forschungen.
Neben kurzen Prosaerzählungen in diversen englischen und amerikanischen Zeitschriften, die ihm zum Teil bis heute nicht eindeutig zuzuschreiben sind, veröffentlichte er vor allem zwei Reiseberichte. 1827 erschien unter dem Pseudonym Charles Sidons Die Vereinigten Staaten von Nordamerika, nach ihrem politischen, religiösen und gesellschaftlichen Verhältnisse betrachtet. Mit einer Reise durch den westlichen Theil von Pennsylvanien, Ohio, Kentucky, Indiana, Illinois, Missouri, Tennessee, das Gebiet Arkansas, Mississippi und Louisiana; eine zweibändige, revidierte englische Version kam 1828 unter dem Titel The United States of North America as They Are in Their Political, Religious, and Social Relations und The Americans As They Are: Described in a Tour through the Valleys of the Mississippi heraus.
Dieser Text zeigt bereits jene Merkmale, die für Sealsfields späteres Romanwerk charakteristisch sind. Aus der Perspektive eines Bürgers der Vereinigten Staaten wird Aufklärung über das amerikanische politische System betrieben, wird dem veralteten Europa eine neue, dynamische und zukunftsträchtige Welt vor Augen geführt. Die politische Ideologie des Verfassers orientiert sich stark am Programm des amerikanischen Präsidenten Andrew Jackson und an den Vorstellungen der sklavenhaltenden Plantagenbesitzer in den Südstaaten.
Ein zweiter Reisebericht erschien 1828 anonym in London: Austria as it is, or sketches of continental courts, by an eye-witness, eine kritische Abrechnung mit dem Regime Metternich. Die österreichische Geheimpolizei versuchte vergeblich, dem Verfasser auf die Spur zu kommen. Erst Jahre später gestand Postl seine Autorschaft ein.
1829 erschien schließlich Sealsfields erster Roman, Tokeah; or the White Rose in Philadelphia. Eine kaum veränderte britische Version kam im selben Jahr unter dem Titel The Indian Chief; or, Tokeah and the White Rose. A Tale of the Indians and the Whites in London heraus. In diesem Roman, dem einzigen, den er in englischer Sprache schrieb, steht Sealsfield deutlich unter dem Einfluss James Fenimore Coopers, dessen Last of the Mohicans 1826 erschienen war.
Mit der Übersetzung und Umarbeitung seines Tokeah begann 1833 seine schriftstellerische Karriere im deutschen Sprachraum. Der Roman erschien anonym unter dem Titel Der Legitime und die Republikaner. Eine Geschichte aus dem letzten amerikanisch-englischen Krieg. Die abenteuerliche Handlung rund um die Schlacht von New Orleans, in deren Verlauf auch der siegreiche amerikanische General und spätere Präsident Andrew Jackson auftritt, orientiert sich am Modell des historischen Romans, das Walter Scott entwickelt hatte. Gegenüber der in der amerikanischen Version noch dominierenden romantischen Indianergeschichte tritt in der deutschen Version der politische Aspekt ins Zentrum: Gezeigt wird das Funktionieren der amerikanischen Republik auch unter den widrigen Bedingungen eines existenzbedrohenden Kriegs. Die Träger dieser amerikanischen Republik sind Hinterwäldler, Bauern und Plantagenbesitzer; der städtischen Sphäre weicht Sealsfield, wie auch in seinem späteren Werk, weitgehend aus.
Die in den nächsten Jahren veröffentlichten Romane zeichnen sich durch eine etwas komplizierte – und von Sealsfield für spätere Auflagen revidierte – Titelgebung aus. 1834 veröffentlichte er unter dem Titel Transatlantische Reiseskizzen und Christophorus Bärenhäuter zwei Erzähltexte, deren ersten, George Howard’s Esq. Brautfahrt, er 1843–46 in seinen Sämtlichen Werken als ersten Band der Romanpentalogie Lebensbilder aus der westlichen Hemisphäre verwendete. 1835 wandte er sich vorübergehend einem anderen Thema zu und veröffentlichte einen historischen Roman über den mexikanischen Unabhängigkeitskrieg, Der Virey und die Aristokraten.
Im selben Jahr begann er die Lebensbilder aus beiden Hemisphären mit dem unvollendeten zweiteiligen Roman Die große Tour, den er 1844 als Morton oder die große Tour selbständig herausbrachte. Da die weiteren Bände der Lebensbilder aus beiden Hemisphären sich auf die USA beschränkten, mithin nur eine der beiden Hemisphäre thematisierten, versammelte er sie später, wie erwähnt, unter dem Titel Lebensbilder aus der westlichen Hemisphäre. Es handelt sich hier um die Bände Ralph Doughby’s Esq. Brautfahrt oder Der transatlantischen Reiseskizzen dritter Theil (1835), Pflanzerleben oder Der transatlantischen Reiseskizzen vierter Theil (1836), Die Farbigen oder Der transatlantischen Reiseskizzen fünfter Theil (1836) und Nathan, der Squatter-Regulator, oder Der erste Amerikaner in Texas. Der transatlantischen Reiseskizzen sechster Theil (1837).
Die genannten drei Romane sind durch den Auftritt bzw. die Erwähnung einiger weniger gemeinsamer Figuren lose verknüpft. Der Virey verbindet eine abenteuerliche Privatgeschichte, die auch vor melodramatischen Effekten nicht zurückschreckt, eine beeindruckende Schilderung der kriegerischen Ereignisse im Zusammenhang mit der mexikanischen Unabhängigkeitserklärung sowie eine komplexe Intrigenhandlung um den in Mexiko regierenden spanischen Vizekönig und einen fiktionalen mexikanischen Aristokraten. Im Zentrum steht der Anspruch des Erzählers, die Leser über die geheimen Hintergründe der mexikanischen Ereignisse zu informieren und eine klare politische Botschaft zu formulieren, wonach die religiösen, mentalen und sozialen Verhältnisse in Mexiko keine Republik wie in den USA, sondern lediglich eine wohltätige Adelsdiktatur zuließen – ein Urteil, das Sealsfield in Austria as it is auch über den Staat der Habsburger gefällt hatte.
Den Anspruch, dem Leser einen Blick hinter die Kulissen der Weltpolitik zu gewähren, erhebt auch der Morton, in dessen Zentrum ein junger Amerikaner steht, der sich nach dem Verlust seines Vermögens dem internationalen Finanzkapital in die Arme wirft und als Abgesandter eines amerikanischen Bankiers nach Europa geht, wo er die französische Julirevolution von 1830 vorbereiten hilft. Der Roman, der auf die Geheimbundthematik zurückgreift, stellt den tugendhaften Vereinigten Staaten ein tugendloses Europa gegenüber, sieht allerdings auch in den Vereinigten Staaten durch den Einfluss der (europäischen) Geldwirtschaft die Fundamente der Republik bereits untergraben. Sealsfield hat das Buch nie vollendet und ist die versprochene Aufklärung über die Ursachen der Julirevolution schuldig geblieben.

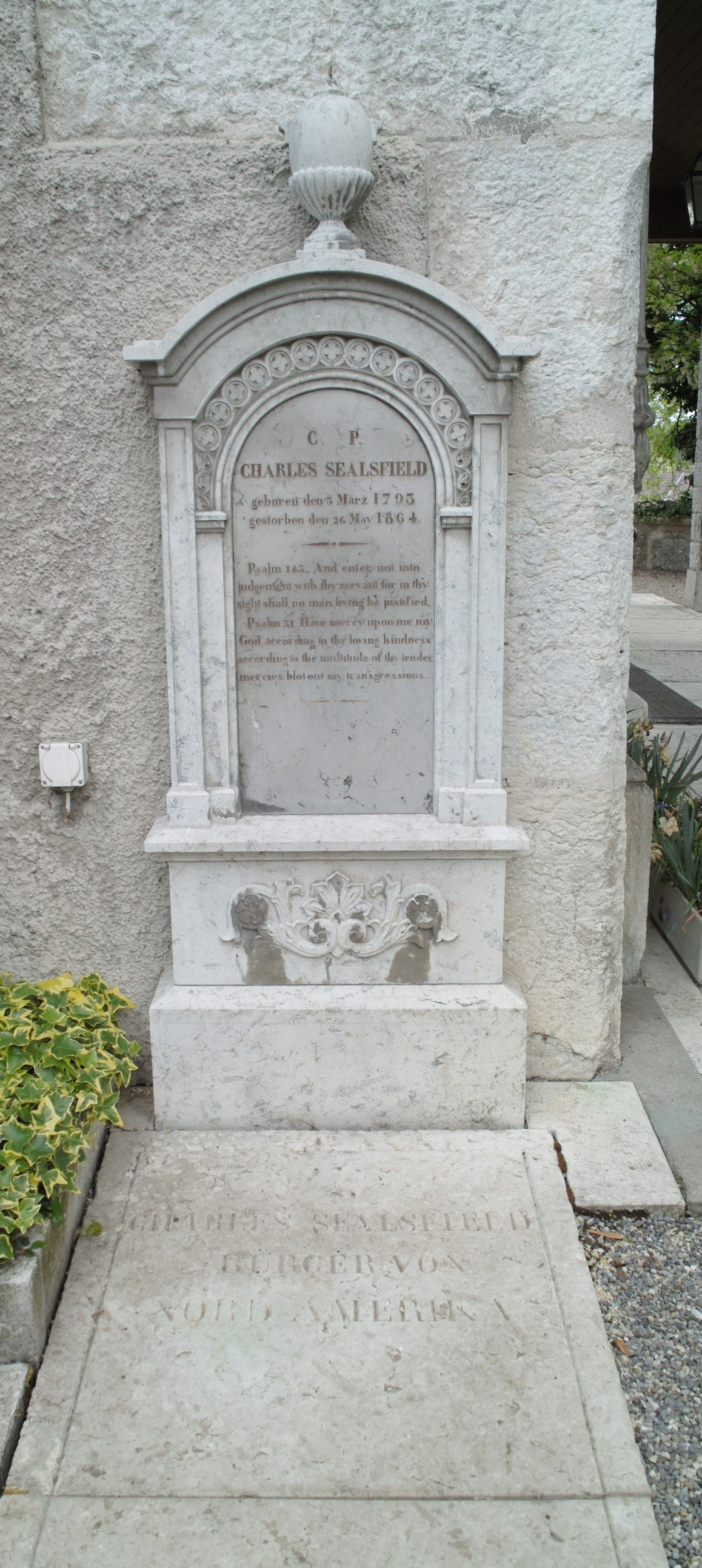
Grab Sealsfields in Feldbrunnen-St. Niklaus bei Solothurn

In den fünfbändigen Lebensbildern aus der westlichen Hemisphäre lieferte Sealsfield das Porträt seiner idealen Gesellschaftsordnung – der südstaatlichen Plantagengesellschaft, die, auf Sklaverei beruhend, ein patriarchalisches republikanisches System ermöglicht. Ein Ich-Erzähler, der junge, aus dem Osten stammende Plantagenbesitzer George Howard, gibt über weite Passagen anderen Ich-Erzählern das Wort und erstellt ein breites Panorama, das seine eigene Initiation in die agrarische Welt und seine Bewährung angesichts gefährlicher Ereignisse (einer Sklavenrevolte und eines tropischen Sturms) ebenso schildert wie die Frühgeschichte der Plantagengesellschaft – die Besiedlung Louisianas durch französische und amerikanische Einwanderer und die Zivilisierung der Wildnis. Die Forschung hat wiederholt auf die Widersprüche in Sealsfields idealisierendem Bild hingewiesen: auf den deutlichen Rassismus, die frauen- und sinnenfeindliche Basis, den autoritären Charakter dieser Republik der Plantagenbesitzer und die Furcht vor einer Veränderung durch die fortschreitende ökonomische Entwicklung.
1839–40 folgte der umfangreiche, unvollendet gebliebene Roman Neue Land- und Seebilder: Die Deutsch-Amerikanischen Wahlverwandtschaften. Hier wird das Schicksal einer New Yorker Familie gezeichnet, deren Mitglieder zum Teil der traditionellen – und zunehmend unzeitgemäßen – landwirtschaftlichen Lebensweise verpflichtet bleiben, während ein anderer Zweig sich dem Gesellschaftsleben der Großstadt ergibt. Das satirische Porträt der amerikanischen Ostküstengesellschaft verbindet sich mit dem „atlantischen Thema“ durch die Reise eines jungen preußischen Adeligen in die USA, der ein wenig anziehendes New York kennenlernt. Das offenkundig angestrebte Ziel – Hochzeiten zwischen den amerikanischen und den deutschen Protagonisten – wird nicht erreicht, da Sealsfield den Roman abbrach.
1841 wandte sich Sealsfield mit seinem in der Folge berühmtesten Werk, Das Cajütenbuch oder Nationale Charakteristiken, wieder dem amerikanischen Westen zu. Im Zentrum des komplexen Textes – einer zuhörenden Gruppe von reichen Plantagenbesitzern aus Natchez, Mississippi werden mehrere Geschichten erzählt – stehen die texanische Revolution und der südamerikanische Freiheitskrieg. Besonders die erste der Binnenerzählungen, Die Prärie am Jacinto, festigte Sealsfields Ruhm und wurde wiederholt als Einzeltext ediert – zumeist um die auch hier anzutreffende politisch-didaktische Komponente verkürzt.
Als letzter Roman erschien 1842/43 Süden und Norden, eine fantastische Erzählung, die eine Gruppe junger US-Amerikaner in die mexikanische Wildnis und in ein Netz undurchschaubarer Intrigen führt. Paradies- und Höllenvorstellungen, Halluzinationen und Träume strukturieren diese Reise in das Herz der Finsternis, die das Thema mancher späteren kolonialistischen Romane vorwegnimmt.
1843–46 brachte Sealsfield bei Metzler in Stuttgart eine Sammlung seiner Romane, Sämtliche Werke in 18 Bänden, heraus, veröffentlichte aber bis zu seinem Tod keine neuen Texte mehr. Zunächst waren seine Romane anonym erschienen, was bei der zeitgenössischen Kritik zu Spekulationen über die Identität dieses neuen „Großen Unbekannten“ (der erste „Große Unbekannte“ war Walter Scott) führte; aus urheberrechtlichen Gründen bekannte er sich später als Charles Sealsfield zur Verfasserschaft.
In den 1830er Jahren erregten Sealsfields Romane beträchtliches Aufsehen; insbesondere von der jungdeutschen Kritik wurden sie gefeiert. Vorübergehend erreichte er in den 1840er Jahren auch in den USA eine gewisse Prominenz. Die meisten seiner Romane wurden – unautorisiert – übersetzt, und in der amerikanischen Presse fanden sich Debatten über den geheimnisvollen europäischen Autor. Prominente Schriftsteller wie Edgar Allan Poe oder Nathaniel Hawthorne äußerten sich kritisch. Seit 1848 aber verschwand Sealsfields Werk aus der literarischen Öffentlichkeit.

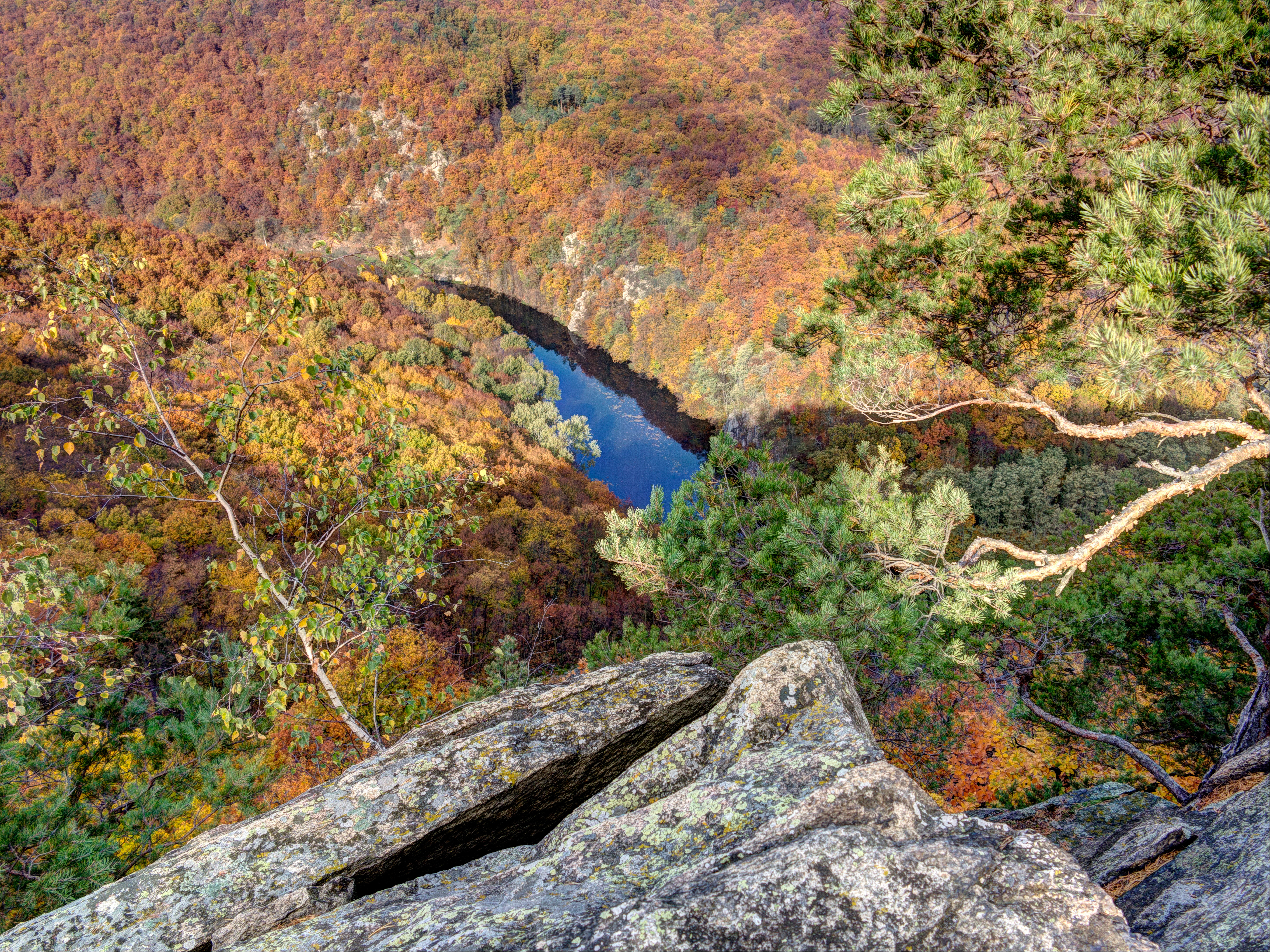
Gedenkplatz in der Nähe seines Heimatdorfes Poppitz oberhalb der Thaya

Erst nach seinem Tod setzte wieder ein reges Interesse ein, das allerdings in erster Linie seiner Biographie galt. Sein Romanwerk, das den verworrenen politischen Diskurs dieser Zeit getreu widerspiegelt und immer wieder multi-ethnische Aspekte und völkerpsychologische Denkmuster heranzieht, ist erst seit den 1970er Jahren von der Literaturwissenschaft stärker beachtet worden. Sealsfield selbst hielt sich zugute, mit seinen Texten einen neuen Romantypus, den „höheren Volksroman“, geschaffen zu haben und mit seinen Romanen zur Aufklärung und zur „Bildung des Zeitalters“ beizutragen.

## Archivalien und Sealsfield-Sammlung Kresse
Sealsfields Nachlass hat sich nicht erhalten. Als Ersatz dienen Materialien aus der Zentralbibliothek Solothurn. Ein Teil wurde nach Sealsfields Tod von seinem Bekanntenkreis und von den Solothurner Bibliothekaren zusammengetragen. Neuzugänge wie die Sammlung Grünzweig und der wissenschaftliche Nachlass von Alexander Ritter bieten vertiefte Einblicke in die Sealsfield-Forschung. Die Bestände sind in den allgemeinen Katalogen verzeichnet.
Ein anderer Teil, die geschlossene Sealsfield-Sammlung Kresse, wurde von dem aus Südmähren stammenden Musiker und Sealsfield-Verehrer Albert Kresse (1886–1961) angelegt und gelangte 1982 an die Zentralbibliothek Solothurn. Kresses umfassende Sammlung enthält Materialien zu Leben und Werk Sealsfields in Original und Kopie und eine große Zahl von gängigen und seltenen Ausgaben seiner Werke. Der Bestand wird zusammen mit den von der Zentralbibliothek Solothurn bis 1990 gesammelten Materialien in einem gedruckten Katalog nachgewiesen, ist aber auch elektronisch über Swisscollections zugänglich.

## Erinnerung

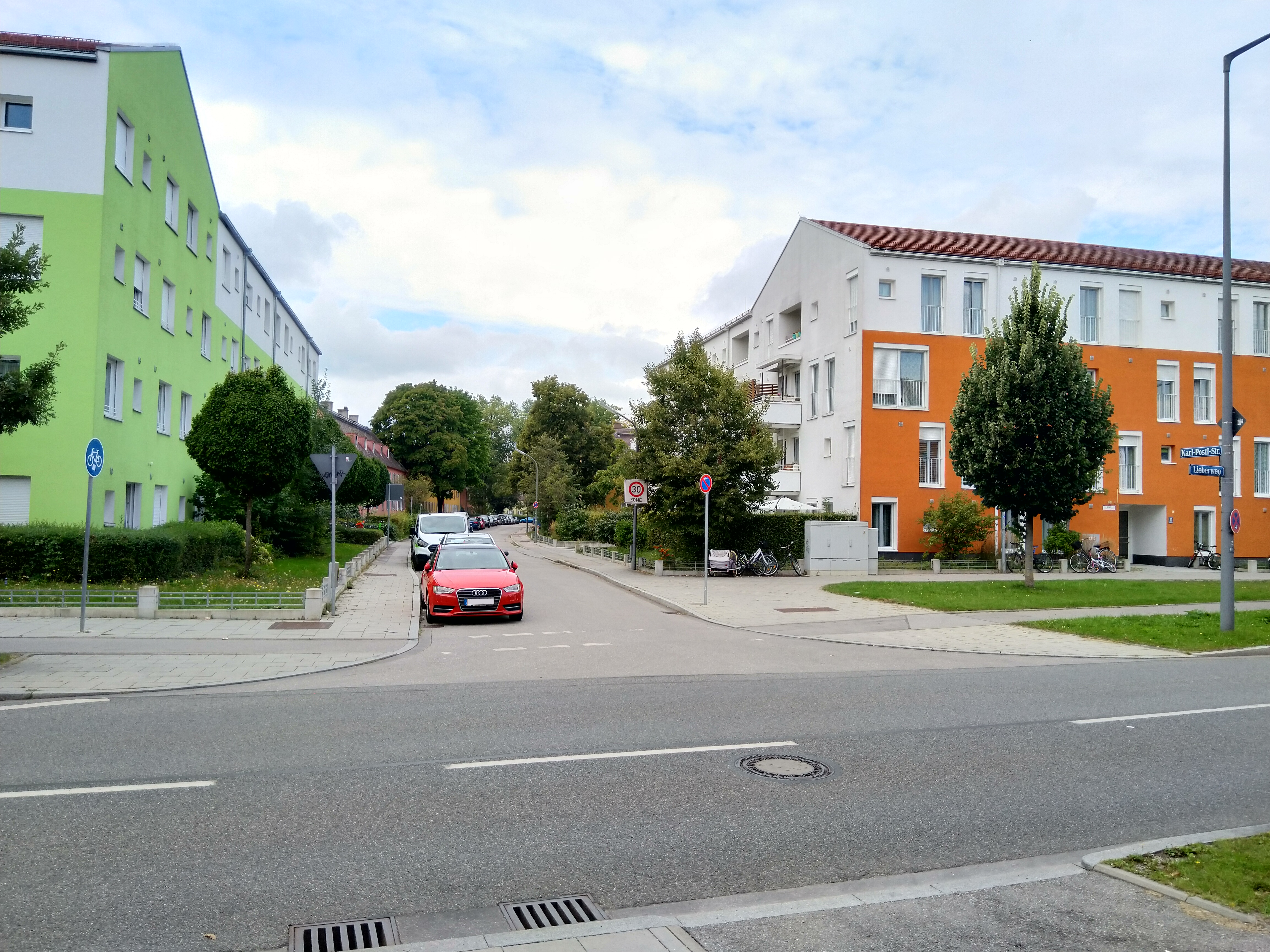
Karl-Postl-Str. (abzweigend vom Lieberweg) in München

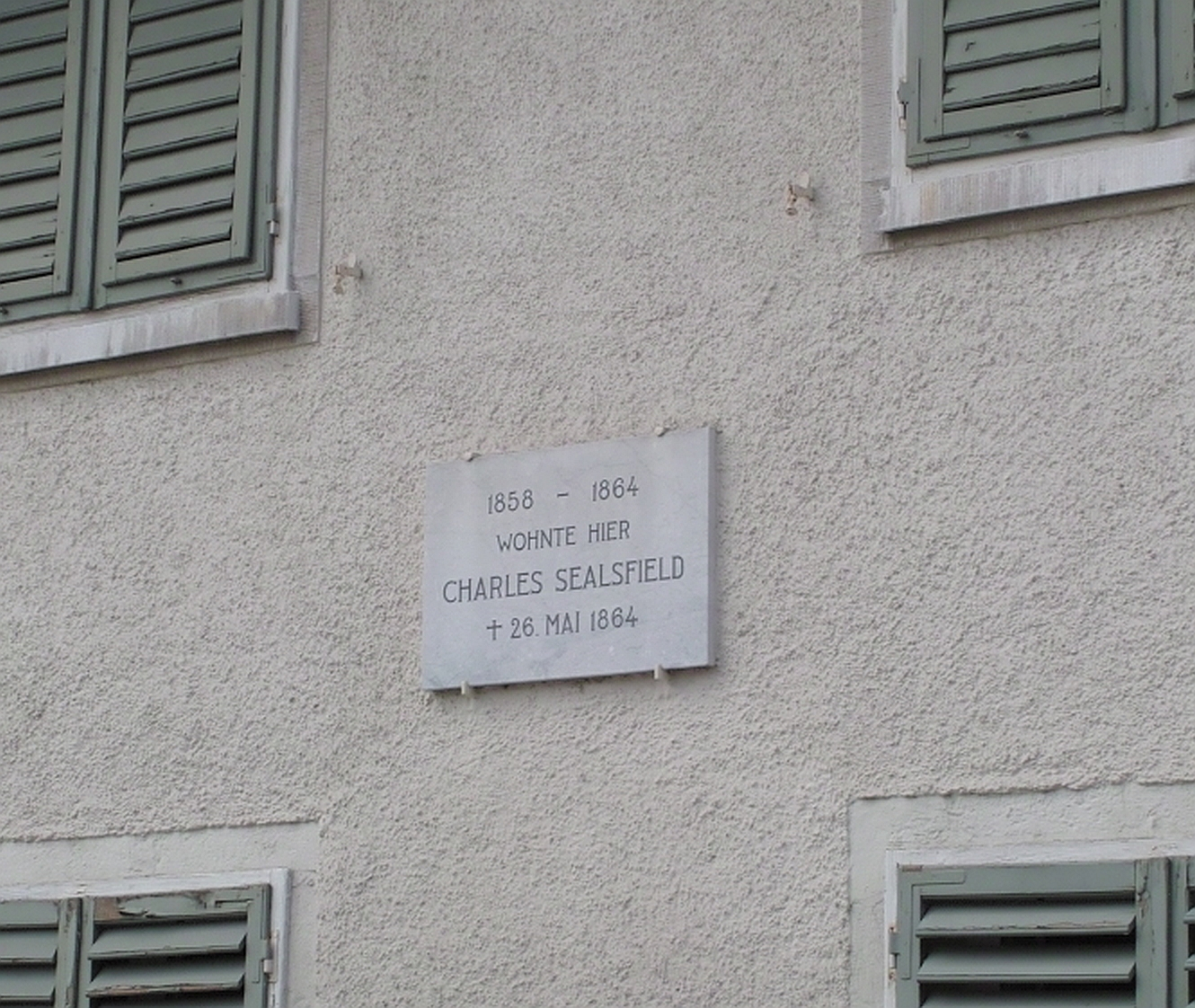
Gedenktafel am Wohnhaus in Solothurn (Aufnahme 2011, vor dem Ersatz)

Am 21. November 1939 wurde ihm die Karl-Postl-Str. in München gewidmet. Neben dem Grabmal auf dem Friedhof St. Niklaus erinnert in Solothurn eine Gedenktafel an Sealsfields Wohnhaus an der Bergstrasse an den Schriftsteller. Nachdem diese bei Renovationsarbeiten zerbrochen war, wurde sie 2018 ersetzt. 1993 gab die Österreichische Post eine Briefmarke mit seinem Porträt heraus.

## Werke
Zu Lebzeiten erschienene Werke:
- Die Vereinigten Staaten von Nordamerika, nach ihrem politischen, religiösen und gesellschaftlichen Verhältnisse betrachtet. Mit einer Reise durch den westlichen Theil von Pennsylvanien, Ohio, Kentucky, Indiana, Illinois, Missouri, Tennessee, das Gebiet Arkansas, Mississippi und Louisiana. 2 Bände Stuttgart u. Tübingen: Cotta 1827. Revidierte englische Version des 1. Bandes: The United States of North America as They Are in Their Political, Religious, and Social Relations. London: Simpkin & Marshall 1828. Revidierte englische Version des 2. Bandes: The Americans As They Are: Described in a Tour through the Valleys of the Mississippi. London: Hurst, Chance 1828.
- Austria as it is, or sketches of continental courts, by an eye-witness. London: Hurst, Chance 1828.
- L’Autriche telle qu’elle est, ou chronique secrète de certaines cours d’allemagne par un témoin oculaire. Paris: Bossange 1828.
- Tokeah; or the White Rose. 2 Bände Philadelphia: Carey, Lea & Carey 1829. Revidierte Version: The Indian Chief; or, Tokeah and the White Rose. A Tale of the Indians and the Whites. 3 Bände Philadelphia: Carey, Lea & Carey 1829; London: Newman 1829.
- Der Legitime und die Republikaner. Eine Geschichte aus dem letzten amerikanisch-englischen Krieg. 3 Bände Zürich: Orell, Füßli 1833. online
- Transatlantische Reiseskizzen und Christophorus Bärenhäuter. 2 Bände Zürich: Orell, Füßli 1834. online
- Der Virey und die Aristokraten oder Mexiko im Jahre 1812. 3 Bände Zürich: Orell, Füßli 1835. online
- Lebensbilder aus beiden Hemisphären: Die große Tour. 2 Bände Zürich: Orell, Füßli 1835.
- Lebensbilder aus beiden Hemisphären, dritter Theil: Ralph Doughby’s Esq. Brautfahrt oder Der transatlantischen Reiseskizzen dritter Theil Zürich: Orell, Füßli 1835.
- Lebensbilder aus beiden Hemisphären, vierter Theil: Pflanzerleben oder Der transatlantischen Reiseskizzen vierter Theil. Zürich: Schultheß 1836.
- Lebensbilder aus beiden Hemisphären, fünfter Theil Die Farbigen oder Der transatlantischen Reiseskizzen fünfter Theil Zürich: Schultheß 1836.
- Lebensbilder aus beiden Hemisphären, sechster Theil und Nathan, der Squatter-Regulator, oder Der erste Amerikaner in Texas. Der transatlantischen Reiseskizzen sechster Theil Zürich: Schultheß 1836.
- Neue Land- und Seebilder: Die Deutsch-Amerikanischen Wahlverwandtschaften. 4 Bände Zürich: Schultheß 1839/40.
- Das Cajütenbuch oder Nationale Charakteristiken. 2 Bände Zürich: Schultheß 1841.
- Süden und Norden. 3 Bände Stuttgart: Metzler 1842/43. online Bd.1, Bd.2, Bd.3
- Gesammelte Werke. 18 Bände Stuttgart: Metzler 1843–46.

Spätere Ausgaben in Auswahl:
- Das blutige Blockhaus: Roman. Hrsg. v. Rudolf Beissel u. Roland Schmid. Karl-May-Verlag, Bamberg 1965.
- Die Grabesschuld: Nachgelassene Erzählung. Hrsg. v. Alfred Meißner. Günther, Leipzig 1873.
- Die schönsten Abenteuergeschichten von Sealsfield Ausgewählt und eingeleitet von Walter von Molo – Nathan der Squatter Regulator. – Die Prärie am Jacinto. Verlag Albert Langen, München 1918.
- Sämtliche Werke. Hrsg. v. Karl J. R. Arndt u. a. 33 Bände geplant. Olms, Hildesheim 1972ff.
- Das Kajütenbuch oder Nationale Charakteristiken. Hrsg. v. Alexander Ritter. Insel, Frankfurt 1989[8]
- AUSTRIA AS IT IS: or Sketches of continental courts, by an eye-witness. London 1828. ÖSTERREICH, WIE ES IST oder Skizzen von Fürstenhöfen des Kontinents. Wien 1919. Eine kommentierte Textedition. Hrsg. v. Primus-Heinz Kucher. Böhlau, Köln 1994.
- Österreich, wie es ist oder: Skizzen von Fürstenhöfen des Kontinents. Von einem Augenzeugen. London 1828. Leseausgabe. Hrsg., bearbeitet, übersetzt u. mit einem Nachwort versehen v. Primus-Heinz Kucher. Böhlau, Köln 1997.
- Ralph Doughby’s Esq. Brautfahrt, herausgegeben und eingeleitet von Rolf Vollmann. Mit einem Essay von W. G. Sebald, Frankfurt am Main : Eichborn 2006, Reihe Die Andere Bibliothek, ISBN 978-3-8218-4576-0.

### Lexikonartikel
- Wynfrid Kriegleder: Sealsfield, Charles. In: Neue Deutsche Biographie (NDB). Band 24, Duncker & Humblot, Berlin 2010, ISBN 978-3-428-11205-0, S. 103–105 (Digitalisat).
- Franz Brümmer: Sealsfield, Charles. In: Allgemeine Deutsche Biographie (ADB). Band 33, Duncker & Humblot, Leipzig 1891, S. 499–502.
- Constantin von Wurzbach: Sealsfield, Charles. In: Biographisches Lexikon des Kaiserthums Oesterreich. 33. Theil. Kaiserlich-königliche Hof- und Staatsdruckerei, Wien 1877, S. 228–240 (Digitalisat).
- Michael Kohlhäufl: Charles Sealsfield. In: Biographisch-Bibliographisches Kirchenlexikon (BBKL). Band 19, Bautz, Nordhausen 2001, ISBN 3-88309-089-1, Sp. 1286–1293 (Artikel/Artikelanfang im Internet-Archive).

### Monographien
- Alexander Ritter (Hrsg.): Charles Sealsfield im Schweizer Exil 1831–1864. Republikanisches Refugium und internationale Literatenkarriere. Praesens Verlag, Wien 2008, ISBN 978-3-7069-0512-1.
- Ernst Grabovszki: Zwischen Kutte und Maske. Das geheimnisvolle Leben des Charles Sealsfield. Styria, Wien 2005, ISBN 3-222-13164-3.
- Alexander Ritter (Hrsg.): Charles Sealsfield. Perspektiven neuerer Forschung. Edition Praesens, Wien 2004.
- Lars-Peter Linke: Reise, Abenteuer und Geheimnis. Zu den Romanen Charles Sealsfields. Aisthesis, Bielefeld 1999, ISBN 3-89528-263-4.
- Gustav-Adolf Pogatschnigg: Charles Sealsfield. Politischer Erzähler zwischen Europa und Amerika. Perspektiven internationaler Forschung. Symposion Bergamo, Oktober 1994. Charles-Sealsfield-Ges., München 1998 (= Schriftenreihe der Charles-Sealsfield-Gesellschaft; 9), ISBN 3-926458-04-6.
- Joseph P. Strelka (Hrsg.): Zwischen Louisiana und Solothurn. Zum Werk des Österreich-Amerikaners Charles Sealsfield. Lang, Bern u. a. 1997 (= New Yorker Beiträge zur österreichischen Literaturgeschichte; 6), ISBN 3-906756-93-9.
- Franz B. Schüppen (Hrsg.): Neue Sealsfield-Studien. Amerika und Europa in der Biedermeierzeit. Interkulturelle Wirklichkeiten im Werk von Charles Sealsfield (1793–1864). Marbacher Symposion, November 1993 M und P, Verlag für Wiss. und Forschung, Stuttgart 1995 (= Schriftenreihe der Charles-Sealsfield-Gesellschaft; 7), ISBN 3-476-45062-7.
- Charlotte L. Brancaforte (Hrsg.): The Life and Works of Charles Sealsfield (Karl Postl) 1793–1864. Max Kade Institute, Madison (Wisconsin) 1993.
- Günter Schnitzler: Erfahrung und Bild. Die dichterische Wirklichkeit des Charles Sealsfield (Karl Postl). Rombach, Freiburg im Breisgau 1988 (= Schriftenreihe der Charles-Sealsfield-Gesellschaft; 3), ISBN 3-7930-9047-7.
- Walter Grünzweig: Das demokratische Kanaan. Charles Sealsfields Amerika im Kontext amerikanischer Literatur und Ideologie. Fink, München 1987 (= Schriftenreihe der Charles-Sealsfield-Gesellschaft; 2), ISBN 3-7705-2421-7.
- Beate Jahnel: Charles Sealsfield und die bildende Kunst. Die Landschaftsbilder in den Romanen Charles Sealsfields und ihre Parallelen in der amerikanischen und englischen Malerei des 19. Jahrhunderts. Sealsfield-Gesellschaft, Stuttgart 1985.
- Andreas Peter: Charles Sealsfields Mexiko-Romane. Zur raum-zeitlichen Strukturierung und Bedeutung der Reisemotivik. Stuttgart 1983. (= Jahresgabe der Charles Sealsfield-Gesellschaft in Stuttgart)
- Franz Schueppen: Charles Sealsfield, Karl Postl. Ein österreichischer Erzähler der Biedermeierzeit im Spannungsfeld von Alter und Neuer Welt. Peter Lang, Frankfurt 1981 (= Europäische Hochschulschriften; Reihe 1; 428), ISBN 3-8204-6223-6.
- Thomas Ostwald: Charles Sealsfield, Leben und Werk. Biographie aufgrund zeitgenössischer Presseberichte, ergänzt durch Buchauszüge aus Literaturgeschichten. Graff, Braunschweig 1976, ISBN 3-87273-021-5.
- Hubert Fritz: Die Erzählweise in den Romanen Charles Sealsfields und Jeremias Gotthelfs. Zur Rhetoriktradition im Biedermeier. Peter Lang, Frankfurt 1976. (Europäische Hochschulschriften; Reihe 1; 151)
- Helmut Zimpel: Karl Postls (Charles Sealsfields) Romane im Rahmen ihrer Zeit. Gerstenberg, Hildesheim 1973. (= Frankfurter Quellen u. Forschungen zur germanischen u. romanischen Philologie; 29)
- Eduard Castle: Der große Unbekannte. Das Leben von Charles Sealsfield (Karl Postl). Manutius, Wien 1952.
- Karl Maria Kertbeny: Erinnerungen an Charles Sealsfield, Brüssel, Leipzig 1864 Digitalisat

### Aufsätze
- Peter Härtling: Charles Sealsfield: Tokeah oder die weiße Rose. In: (ders.): Vergessene Bücher. Hinweise und Beispiele. Goverts, 1966, S. 9–15.
- Egon Renner, Boris Kruse: Charles Sealsfield und sein Indianerroman. In: Magazin für Amerikanistik 2/2002 – 4/2002. Verlag für Amerikanistik, Wyk a.F. 2002.
- W. G. Sebald: Ansichten aus der Neuen Welt. Über Charles Sealsfield. In: Unheimliche Heimat. Essays zur österreichischen Literatur. Residenz, Salzburg / Wien 1991, ISBN 3-7017-0694-8.
- Britta Waldschmidt-Nelson: Von Affen, Waldmännern und Wechselbälgern: Koloniale Stereotypen bei Sealsfield und ihr kulturwissenschaftlicher Kontext. In: Günter Schnitzler, Waldemar Fromm (Hrsg.): Jahrbuch der Charles-Sealsfield-Gesellschaft. Band XVI/2004. Rombach, Freiburg i. B. 2004, S. 129–170.